# Joe Kelly
Joe Kelly (Dublin, Irska, 13. ožujka 1913. – Neston, Engleska, 28. studenog 1993.) je bio irski vozač automobilističkih utrka. U Formuli 1 je nastupio na dvije utrke 1950. i 1951., ali nije uspio osvojiti bodove. Od 1949. do 1953. odvezao je 12 neprvenstvenih utrka Formule 1, a najbolji rezultat je ostvario na utrci Ulster Trophy 1952. kada je osvojio treće mjesto. Prekinuo je utrkivanje 1955., nakon što je u nesreći na stazi Oulton Park zadobio ozlijede obje noge.

## Vanjske poveznice
- Joe Kelly - Stats F1
- Joe Kelly - Racing Sports Cars